# 悪質リフォーム
悪質リフォーム（あくしつリフォーム）とは、日本において主に訪問販売における建築請負契約（主に住宅の改築、改修、模様替えといったリフォーム）についての悪徳商法行為で、正規の建築請負の上でのトラブルと区別が付きにくいのが現状である。
一般に「リフォーム」と呼ばれるものには羽毛布団のリフォーム業などがあるが、ここでは建築業やエクステリア工事に限定する。

## 概要
いわゆる悪い意味での手配師が、営業員を使い訪問販売という形をとって、一般の消費者のみならず、情報的、社会的弱者（高齢、気が弱い、信じやすい）などを相手に信頼関係やなかば脅迫により契約を結び、契約の不履行、遅滞や施工不良や建築基準法、建設業法違反や訪問販売法違反など様々な問題を起し被害者から高額な利潤を得たり損害を与える行為や、それを行う者を指す。

## 問題点

### 建設業法
- 建設業の許可　建設業法における建設業を営む許可を受けていない、または虚偽の申請や名義借りによる許可証の違法取得もある。ただし、一定の規模以下で一つの職種を生業にする時は対象外である。小規模な瓦葺業や塗装業クロス内装業など。
- 専任の有資格者　一定規模を超える建築工事の請負契約を結ぶものは専任の有資格者を置くことが義務付けられており、それを知らず、または専任ではない者（名義貸し）や有資格者が実践的経験を持たないことでのトラブルや有資格者が現場に一度も赴かないという業務怠慢による施工不良など。「専任の有資格者」とは常駐で実践的経験を持つ建築士、施工管理技士をさす。

### 建築基準法
建築基準法違反を巡る諸問題
- 技術や知識の担保　リフォーム業を営む者が専門的な技術、知識や建築士、施工管理技士の資格を持たないことであり、「一定の規模以下」なら、これ自体は違法ではないが、この場合それ相応の社会的認知が必要であり、例えば町場の大工（個人事業主や規模の小さな工務店経営）は、建築基準法の制定以前から存在していて、いわゆる文化でもあることから既得権や法の基準時の問題もあり、ある意味特例的に法の枠組みの外に置かれているが、一般の消費者はその営みを生活の中で認識し、その技術や知識は担保されている。そして、この法の隙間を突いて悪徳手配師がはびこる原因にもなっている。最近では建築士または施工管理技士の資格を持つ町場の大工は多い。（町場の大工とは大きな企業の枠組みに入らず昔ながらの地域密着型の大工）
- 行政による措置　建築基準法を知らないことにより「大規模の模様替」、「一定の規模を超える増築」、や「主要構造部に関わる改築」などは建築確認申請が必要なのであるが、無許可で施工し、そのため公的機関から工事の差し止めや中止、または違法状態での建築による施工不良や、最悪の場合、行政による建築主への出頭命令や工事のやり直し命令や行政代執行による取り壊しなどに至る場合がある。法律上は建築主（請負契約の発注者）がその建築行為に対し責任を取らなければならない。
- 工事の種類　訪問販売のリフォーム業で多いのが上記の法律に触れない工事を主に行うことが多い。
  - 屋根材や瓦の補修、改修
  - 主要構造部以外への耐震金物の取り付け
  - シロアリ対策としての薬剤散布や湿度調整の為の換気扇工事や床下のコンクリート布設、吸湿剤、材の散布、布設
  - 外壁の張替えや塗装の塗り替え
  - 内装の張替え、塗り替え
  - 水廻りの改修

### 訪問販売法
- 訪問販売という形態をとるということは、上記「技術や知識の担保」に係わり、いわゆる事務所や会社の実態がない場合や、消費者にわかりにくくするという逃げの手法でもある。これが、一般の建築業者から手配師と揶揄されるゆえんである。
- 一般の建築請負契約との違いはクーリングオフの適用などである。訪問販売ということで実体をわかりにくくする反面、訪問販売法の規制を受けるが、消費者がそれに気付かないことで事態の解決が遅れることにより問題が発生する。
- 訪問販売という形態をとるため、会社の組織形態は契約社員の歩合給の営業員だけということが多く、施工管理技術者が雇われていることは少ない、また歩合の割合が多いため、営業員の強引な勧誘や必要ない工事の契約また歩合の割り当てにより純粋な（営業体の無い）工務店より割高になり、これらがトラブルの原因の一端になっている。

### その他
- 屋根は、住人からは作業状況が見にくいため、屋根や瓦の補修が必要なことを示すために、故意に破壊を行う。
- 過剰な物品使用。耐震金物を異常なほど大量に取り付けたり、床下換気扇を、大量に取り付ける。
- シロアリ対策を強要するため、無料点検時に、シロアリの卵を撒いておく。

といった手口がある。

## 社会的事例と経緯
- 1980年代中頃から、竿竹などの訪問販売から派生した外構工事（エクステリア工事）として（アルミサッシュによるサンルームやアルミ製門扉、塀、車庫の屋根の工事）のリフォーム業者などから散発的にトラブルが発生していたが、いずれも規模の小さいことなどから、あまり大きな社会問題にはならなかった。1990年頃から訪問販売のリフォーム業は盛んになってきたが、外壁の塗装の塗り替えが中心で、施工を巡るトラブルより金額的な問題が多くなってきた。社会的な問題としてクローズアップされたのは2000年頃からで、訪問販売外壁リフォーム業の新興産業が強引な契約手法で世間を騒がせると同時に、建築工事全般にその範囲も及ぶようになり、その後サムニングループの摘発など現在に至っている。
- 2008年8月15日には、不要なリフォーム工事を行い、高齢者らから工事代金を騙し取ったとして、住宅リフォーム会社『幸輝』の社長ら幹部に対し、京都地裁が、「高齢者の知識不足につけ込んだ悪質な事件」として、懲役4年6月などの刑などを言い渡している[リンク切れ]。

## 主な悪質リフォーム詐欺
- サムニングループ（エム・エイチ・エス、サムニンイースト、サムニンウエスト、サムニンジャパン）
  - 被害者数5400人 被害総額140億円
    - 床下換気扇取り付け工事など